# فيل ديفيس (ممثل)
فيل ديفيس (بالإنجليزية: Phil Davis)‏ (و. 1953  م) هو مخرج أفلام، وكاتب سيناريو، وممثل أفلام بريطاني.

## وصلات خارجية
- فيل ديفيس على موقع IMDb (الإنجليزية)
- فيل ديفيس على موقع ألو سيني (الفرنسية)
- فيل ديفيس على موقع ألو سيني (الفرنسية)
- فيل ديفيس على موقع ألو سيني (الفرنسية)
- فيل ديفيس على موقع ميوزك برينز (الإنجليزية)
- فيل ديفيس على موقع أول موفي (الإنجليزية)
- فيل ديفيس على موقع قاعدة بيانات الأفلام السويدية (السويدية)
- فيل ديفيس على موقع قاعدة بيانات الفيلم (الإنجليزية)
- فيل ديفيس على موقع كينوبويسك (الروسية)